# White County (Indiana)
White County ist ein County im Bundesstaat Indiana der Vereinigten Staaten. Der Verwaltungssitz (County Seat) ist Monticello.

## Geographie
Das County liegt im mittleren Nordwesten von Indiana und hat eine Fläche von 1318 Quadratkilometern, wovon neun Quadratkilometer Wasserfläche sind. Es grenzt im Uhrzeigersinn an folgende Countys: Pulaski County, Cass County, Carroll County, Tippecanoe County, Benton County und Jasper County.

## Geschichte
White County wurde am 1. Februar 1834 aus Teilen des Carroll County gebildet. Benannt wurde es nach Isaac White, einem Colonel und Helden, gefallen in der Schlacht von Tippecanoe.
5 Bauwerke und Stätten des Countys sind im National Register of Historic Places eingetragen (Stand 5. September 2017).

## Demografische Daten
Nach der Volkszählung im Jahr 2000 lebten im White County 25.267 Menschen in 9727 Haushalten und 7090 Familien. Die Bevölkerungsdichte betrug 19 Einwohner pro Quadratkilometer. Ethnisch betrachtet setzte sich die Bevölkerung zusammen aus 95,20 Prozent Weißen, 0,16 Prozent Afroamerikanern, 0,25 Prozent amerikanischen Ureinwohnern, 0,25 Prozent Asiaten, 0,04 Prozent Bewohnern aus dem pazifischen Inselraum und 3,19 Prozent aus anderen ethnischen Gruppen; 0,92 Prozent stammten von zwei oder mehr Ethnien ab. 5,34 Prozent der Bevölkerung waren spanischer oder lateinamerikanischer Abstammung.

Alterspyramide des White County

Von den 9727 Haushalten hatten 32,4 Prozent Kinder unter 18 Jahre, die mit ihnen im Haushalt lebten. 60,4 Prozent waren verheiratete, zusammenlebende Paare, 8,4 Prozent waren allein erziehende Mütter und 27,1 Prozent waren keine Familien. 22,6 Prozent waren Singlehaushalte und in 11,2 Prozent lebten Menschen mit 65 Jahren oder darüber. Die Durchschnittshaushaltsgröße betrug 2,57 und die durchschnittliche Familiengröße lag bei 2,99 Personen.
25,8 Prozent der Bevölkerung waren unter 18 Jahre alt, 7,8 Prozent zwischen 18 und 24, 27,8 Prozent zwischen 25 und 44 Jahre. 23,8 Prozent zwischen 45 und 64 und 14,8 Prozent waren 65 Jahre alt oder älter. Das Durchschnittsalter betrug 38 Jahre. Auf 100 weibliche Personen kamen 96,8 männliche Personen. Auf 100 Frauen im Alter von 18 Jahren und darüber kamen 93,5 Männer.
Das jährliche Durchschnittseinkommen eines Haushalts betrug 40.707 USD, das Durchschnittseinkommen der Familien 46.436 USD. Männer hatten ein Durchschnittseinkommen von 33.232 USD, Frauen 21.431 USD. Das Prokopfeinkommen betrug 18.323 USD. 4,3 Prozent der Familien und 7,0 Prozent der Bevölkerung lebten unterhalb der Armutsgrenze.